# Malacocincla cinereiceps
A Malacocincla cinereiceps a madarak osztályának verébalakúak (Passeriformes) rendjébe és a Leiothrichidae családjába tartozó faj.

## Rendszerezése
A fajt Arthur Hay Tweeddale 9. márkija, skót katona és ornitológus írta le 1878-ban, a Drymocataphus  nembe Drymocataphus cinereiceps néven. A besorolása erősen vitatott, egyes szervezetek a Pellorneum nembe sorolják Pellorneum cinereiceps néven, mások a Trichastoma nembe Trichastoma cinereiceps néven.

## Előfordulása
Délkelet-Ázsiában, a  Fülöp-szigetekhez tartozó, Palawan szigetén honos. Természetes élőhelyei a szubtrópusi vagy trópusi síkvidéki esőerdők és cserjések. Állandó, nem vonuló faj.

## Megjelenése
Átlagos testhossza 13 centiméter, testtömege 22–26 gramm.

## Életmódja
Feltehetően gerinctelenekkel és növényi anyagokkal táplálkozik.

## Természetvédelmi helyzete
Az elterjedési területe elég kicsi, egyedszáma ugyan csökken, de még nem éri el a kritikus szintet. A Természetvédelmi Világszövetség Vörös listáján nem fenyegetett fajként szerepel.